# 原口拓人
原口 拓人（はらぐち たくと、1992年5月3日 - ）は、兵庫県川西市出身の元サッカー選手。

## 来歴
ガンバ大阪ユースでは宇佐美貴史・大森晃太郎らと同期で、特に宇佐美とは誕生日が3日違いである。Jリーグユース選手権大会（Jユースカップ）には1年の時から出場メンバーに選ばれ、2009年にはU-17日本代表として海外遠征 や国際ユースサッカーin新潟 に参加した（ただし、同年開催されたFIFA U-17ワールドカップ ナイジェリア大会のメンバーには選ばれず）。2010年のFUJI XEROX SUPER CUPの前座試合として開催された「U-18Jリーグ選抜対日本高校サッカー選抜」には、後にチームメイトとなるDF廣木雄磨（当時FC東京U-18）と共に出場している。
トップ昇格は叶わず、2011年に関西大学に進学。進学後の2年間は故障でプレーできなかった。卒業直前、プロになる為に米子市のチュウブYAJINスタジアムでガイナーレ鳥取の練習に参加した。
2015年、レノファ山口FCに入団。切り札的存在として2シーズン所属した後、2016年シーズン終了後の契約満了での退団が発表された。
米子を再訪し練習参加で、2017年シーズンのガイナーレ鳥取への加入が決まった。2018年シーズン終了後に契約満了。同年12月12日、フクダ電子アリーナで行われたJリーグ合同トライアウトに出場した。
2019年、ヴィアティン三重へ加入。
2021年をもって現役引退。

## 所属クラブ
- ガンバ大阪ジュニアユース
- ガンバ大阪ユース
- 関西大学
- 2015年 - 2016年  レノファ山口FC
- 2017年 - 2018年  ガイナーレ鳥取
- 2019年 - 2021年  ヴィアティン三重

## 個人成績
| 国内大会個人成績 | 国内大会個人成績 | 国内大会個人成績 | 国内大会個人成績 | 国内大会個人成績 | 国内大会個人成績 | 国内大会個人成績 | 国内大会個人成績 | 国内大会個人成績 | 国内大会個人成績 | 国内大会個人成績 | 国内大会個人成績 |
| 年度             | クラブ           | 背番号           | リーグ           | リーグ戦         | リーグ戦         | リーグ杯         | リーグ杯         | オープン杯       | オープン杯       | 期間通算         | 期間通算         |
| 年度             | クラブ           | 背番号           | リーグ           | 出場             | 得点             | 出場             | 得点             | 出場             | 得点             | 出場             | 得点             |
| 日本             | 日本             | 日本             | 日本             | リーグ戦         | リーグ戦         | リーグ杯         | リーグ杯         | 天皇杯           | 天皇杯           | 期間通算         | 期間通算         |
| ---------------- | ---------------- | ---------------- | ---------------- | ---------------- | ---------------- | ---------------- | ---------------- | ---------------- | ---------------- | ---------------- | ---------------- |
| 2015             | 山口             | 18               | J3               | 19               | 2                | -                | -                | 1                | 0                | 20               | 2                |
| 2016             | 山口             | 18               | J2               | 10               | 1                | -                | -                | 0                | 0                | 10               | 1                |
| 2017             | 鳥取             | 11               | J3               | 17               | 1                | -                | -                | 1                | 0                | 18               | 1                |
| 2018             | 鳥取             | 18               | J3               | 0                | 0                | -                | -                | 0                | 0                | 0                | 0                |
| 2019             | 三重             | 34               | JFL              | 14               | 1                | -                | -                | 1                | 0                | 15               | 1                |
| 2020             | 三重             | 34               | JFL              | 4                | 0                | -                | -                | -                | -                | 4                | 0                |
| 2021             | 三重             | 34               | JFL              | 4                | 0                | -                | -                | -                | -                | 4                | 0                |
| 通算             | 日本             | 日本             | J2               | 10               | 1                | -                | -                | 0                | 0                | 10               | 1                |
| 通算             | 日本             | 日本             | J3               | 36               | 3                | -                | -                | 2                | 0                | 38               | 3                |
| 通算             | 日本             | 日本             | JFL              | 22               | 1                | -                | -                | 1                | 0                | 23               | 1                |
| 総通算           | 総通算           | 総通算           | 総通算           | 68               | 5                | -                | -                | 3                | 0                | 71               | 5                |

- Jリーグ初出場 - 2015年5月24日 J3第13節 FC町田ゼルビア戦（町田陸）
- Jリーグ初得点 - 2015年6月20日 J3第17節 Y.S.C.C.横浜戦（維新公園）

## 選抜歴
- 2014年 関西大学選抜

## タイトル

### クラブ
ガンバ大阪ユース
- Jユースカップ：1回（2008年）
- 高円宮杯 JFA U-18サッカープリンスリーグ関西2部：1回（2010年）

関西大学
- 関西学生サッカー選手権：1回（2013年）
- 大阪サッカー選手権大会：2回（2012年、2013年）

レノファ山口FC
- J3リーグ：1回（2015年）
- 山口県サッカー選手権大会：1回（2015年）

ガイナーレ鳥取
- 鳥取県サッカー選手権大会：2回（2017年、2018年）

ヴィアティン三重
- 三重県サッカー選手権大会：1回（2019年）